# Сазонов, Дмитрий Михайлович (подводник)
Дмитрий Михайлович Сазонов (22 февраля 1910, деревня Горлово, Российская империя — 5 ноября 1942, Финский залив) — советский военачальник, капитан 3-го ранга, командир-подводник.

## Биография
Дмитрий Михайлович Сазонов родился 22 февраля 1910 года в деревне Горлово, ныне Дрибинского района Могилевской области. По национальности Белорус.
На службе с 1931 года. В 1934 после окончания ВМУ им. Фрунзе получил назначение на подводную лодку Б-4 типа «Барс» сначала командиром БЧ-2-3 (минно-торпедная и артиллерийская), затем штурманом. В 1936 году стал слушателем учебного отряда подводного плавания им. Кирова. Вскоре после сдачи экзаменов он назначен флагманским минёром дивизиона подводных лодок. С октября 1936 временно исполнял должность помощника командира Щ-324, с февраля 1937 года назначен командиром БЧ-2-3 подводной лодки С-9. В ноябре 1938 года после окончания специальных курсов командного состава ВМС РККА принял под своё командование М-74. В 1939 году стал членом ВКП(Б). Командуя лодкой М-74 Сазонов в звании старший лейтенант принял участие в Советско-финской войне произведя на ней четыре боевых похода, награждён медалью За боевые заслуги. В марте 1941 года принял под командование строящуюся подводную лодку С-19 а с началом Великой Отечественной войны стал командиром подводной лодки М-90. Осенью 1941 года назначен командиром Щ-305, так как предыдущий командир старший лейтенант Кочетков ушёл в составе отряда морской пехоты на сухопутный фронт. 23 апреля Сазонову было присвоено звание капитан 3 ранга.
Д. Сазонов погиб в октябре 1942 года на Щ-305, протараненной финской подводной лодкой «Ветехинен».